# Septoria malagutii
Septoria malagutii (Ciccaroni & Boerema) E.T. Cline – gatunek grzybów z klasy Dothideomycetes. Grzyb mikroskopijny, endofit rozwijający się w tkankach roślin.

## Systematyka i nazewnictwo
Pozycja w klasyfikacji według Index Fungorum: Septoria, Mycosphaerellaceae, Capnodiales, Dothideomycetidae, Dothideomycetes, Pezizomycotina, Ascomycota, Fungi.
Po raz pierwszy opisali go w 1978 r. Antonio Ciccaroni i Gerhard H. Boerema jako odmianę Septoria lycopersici (Septoria lycopersici var. malagutii). W 2006 r. Erica T. Cline podniosła go do rangi gatunku.

## Morfologia i rozwój
Na obydwu stronach porażonych liści powoduje plamistość liści. Początkowo plamy są małe (o średnicy 1–5 mm), okrągłe do nieregularnych, ciemnobrązowe i z nieregularnymi, koncentrycznymi pierścieniami na górnej stronie liści. Początkowo plamy wydają się być odizolowane od siebie, ale z czasem łączą się, tworząc duże plamy o średnicy do 12 mm. W środku plam widoczne są rozproszone, czarne pyknidia. Atakuje także łodygi, liście i ogonki liściowe swoich żywicieli, nie wywiera wpływu na podziemne części roślin (korzenie, bulwy, rozłogi).
Kolonie (z CBS 106.80) na agarze „ziemniaczano-dekstrozowym”, po 15 dniach osiągają średnicę 31 mm, pokryte są wybieloną grzybnią powietrzną na szarawo-fioletowym lub jasnym agarze, kłaczkowate, odwrotnie brązowawo-winne, rzadko niebieskawo-czerwone. Najlepsza temperatura uprawy 21 °C, maksymalna <28 °C. Aby patogen zainfekował rośliny w temperaturze od 16 do 22 °C, wymagany jest okres wilgoci z mokrymi liśćmi trwający do 2 dni.Ponadto chorobę zgłaszano w zimnych i wilgotnych warunkach w Andach na wysokościach powyżej 2000 m. Warunki te powodują, że rozprzestrzenianie się grzybów sprzyja rozpryskiwaniu się na sąsiednie rośliny za pośrednictwem wody deszczowej i owadów, takich jak chrząszcze.
Niedojrzałe pyknidia na agarze osiągają średnicę 4,5 mm, są brązowe lub czarne. Ścianka o grubości 3–5 µm, zbudowana z komórek o teksturze wielokątnej. Brak konidioforów. Komórki konidiotwórcze ampułkowate lub butelkowate, dyskretne, zdeterminowane, szkliste, 7,4 ± 0,2 (4–11) µm × 3,57 ± 0,12 (2–8) µm. Konidia holoblastyczne, szkliste, nitkowate, lekko lub mocno zakrzywione, czasem proste lub esowate, silnie spiczaste na obu końcach, czasem lekko zaokrąglone u podstawy, konidia przyczepione na zaokrąglonym końcu, 90,6 ± 3,4 (53 – 132) µm × 1,91 ± 0,03 (1,4–2,2) µm (2–) 46 (–7) oddzielone, nie zwężone.

## Występowanie i siedlisko
Septoria malagutii jest grzybem pasożytniczym. Jego głównym żywicielem jest ziemniak (Solanum tuberosum), ale stwierdzono jego występowanie także na innych gatunkach z rodziny psiankowatych. Powoduje grzybową chorobę o nazwie septorioza liści ziemniaka.
Występuje w Andach, w Boliwii, Ekwadorze, Peru i Wenezueli na wysokościach około 3000 metrów. W Unii Europejskiej do 2018 r. nie stwierdzono występowania tego gatunku, jednak dostępność żywicieli i dopasowanie klimatyczne sugerują, że S. malagutii może zadomowić się w częściach UE i dalej rozprzestrzeniać się głównie za pomocą środków wspomaganych przez człowieka. Z tego względu (pod synonimiczną nazwą Septoria lycopersici var. malagutii) gatunek ten został uznany za organizm kwarantannowy, którego wprowadzanie oraz rozprzestrzenianie na terytorium Unii Europejskiej jest zabronione.